# Victor Bauffe
Victor Bauffe, echte naam Victor Bauve  (Aat, Henegouwen, België, 26 februari 1849 - Den Haag, 12 oktober 1921), was een Belgisch kunstschilder en aquarellist. Hij was vooral werkzaam in en rond Den Haag, schilderend in de stijl van de Haagse School.

## Leven en werk
Bauffe goeide op in België maar ging studeren aan de Koninklijke Academie van Beeldende Kunsten te Den Haag. Zijn belangrijkste leermeester en vriend was Jan Hendrik Weissenbruch, van wie hij de kunst van het aquarelleren leerde. Samen trokken ze vaak de polder in om er de mooiste plekjes uit de omgeving vast te leggen. Met name schilderde Bauffe vaak in de omgeving van Renkum, Voorschoten, Noorden en vooral Kortenhoef, waar rond 1900 nog andere Hollandse kunstschilders vertoefden. Het Kortenhoefse logement 'Het Rechthuis', tegenover de kerk, was er een drukbezochte ontmoetingsplaats voor kunstenaars, waar Bauffe vaak kwam en het interieur heeft geschilderd. De schrijver Nescio beschreef in 1911 de gelagkamer.
Bauffe was een telg van de Haagse School. Hij schilderde interieurs, stillevens, maar vooral toch landschappen, in een stijl die sterke verwantschap vertoonde met die van Weissenbruch. Sommige van hun werken zijn dan ook slechts door de signatuur te onderscheiden. Typerend was zijn nadruk op het perspectief en het gebruik van frisse kleuren. In vele schakeringen grijs en blauw geven zijn werken vooral de stemming van het moment weer. Veel van zijn schilderijen hebben een enigszins beklemmende sfeer, van dreigend naderbij komende regenwolken en storm. Vooral in luchtpartijen toonde hij zich sterk.
In 1900 begeleidde Bauffe zijn inmiddels beroemde vriend Weissenbruch op een schilderreis naar Barbizon. Hij stond bekend als levensgenieter en was een fervent jager en amateurkok. Hij overleed in 1921, 75 jaar oud.
Werk van Bauffe bevindt zich onder andere in het Kunstmuseum Den Haag, het Zeeuws Museum, het Frans Halsmuseum, het Noordbrabants Museum, het Montreal Museum in Canada en de Koninklijke Verzamelingen.

## Galerij

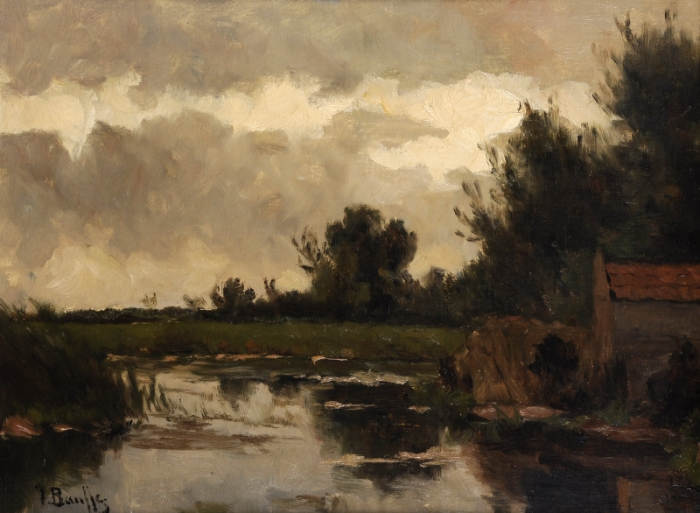
Rivierlandschap
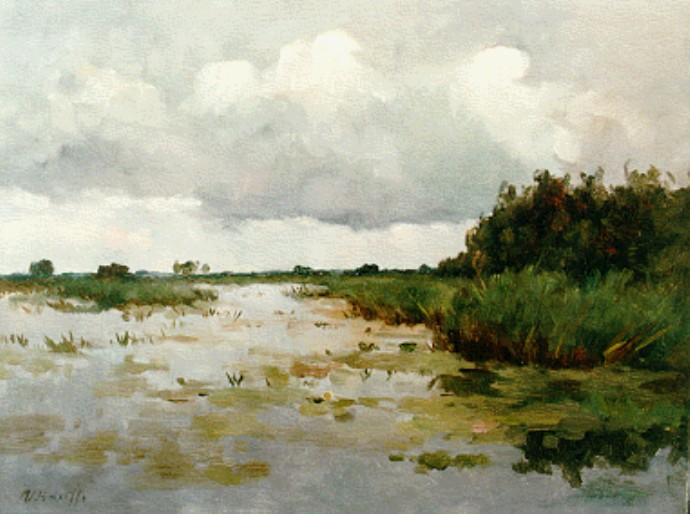
Polderlandschap bij Kortenhoef
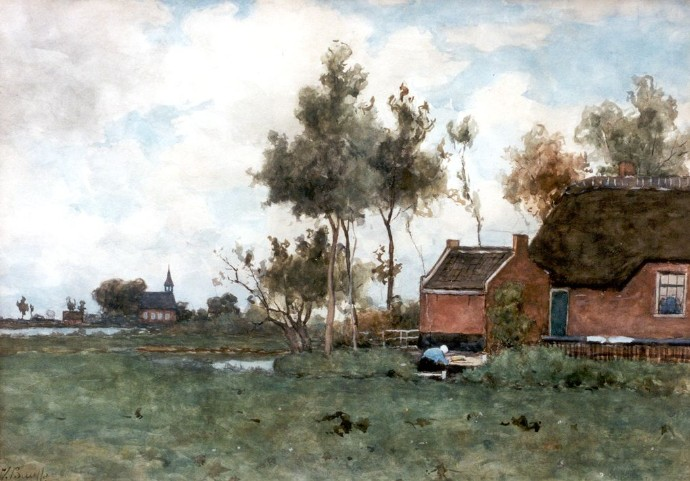
Boerenerf bij Noorden
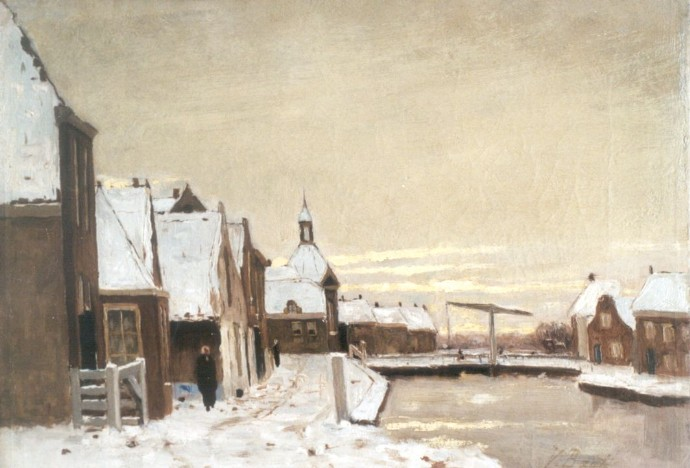
Winterse dorpsgezicht met ophaalbrug
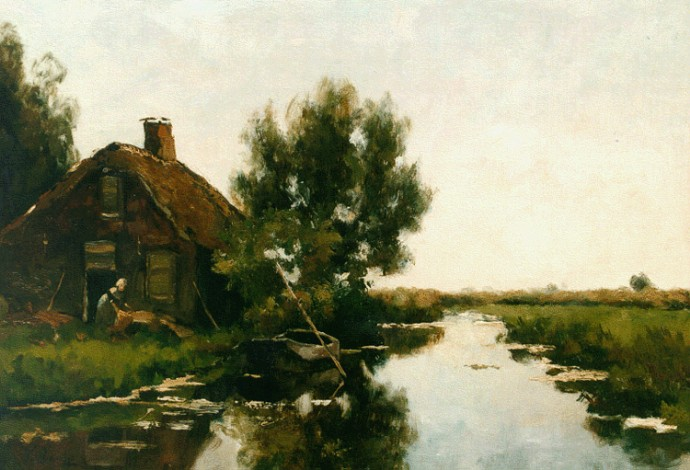
Poldervaart met boerin
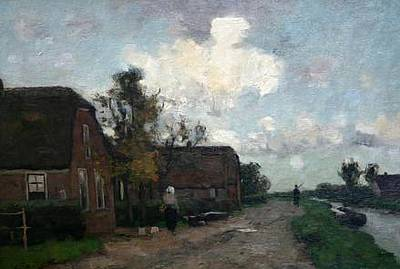
Boerderij langs vaart
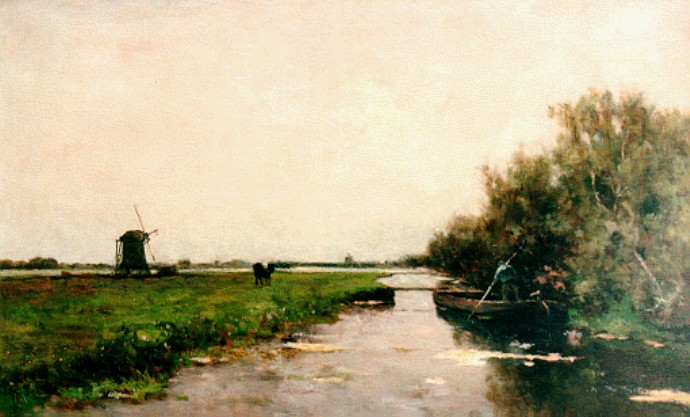
Punterende boer
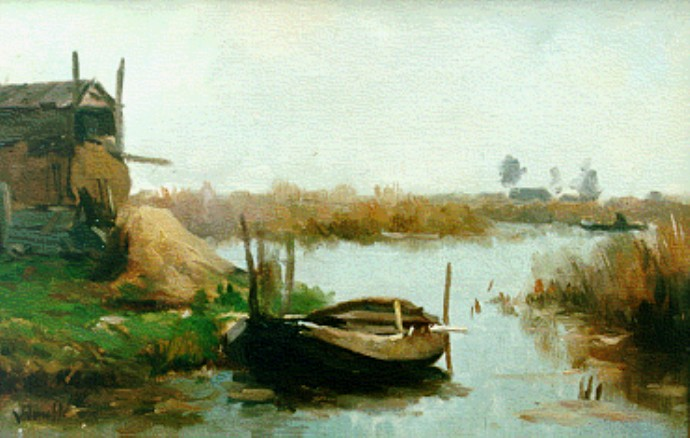
Rivierlandschap
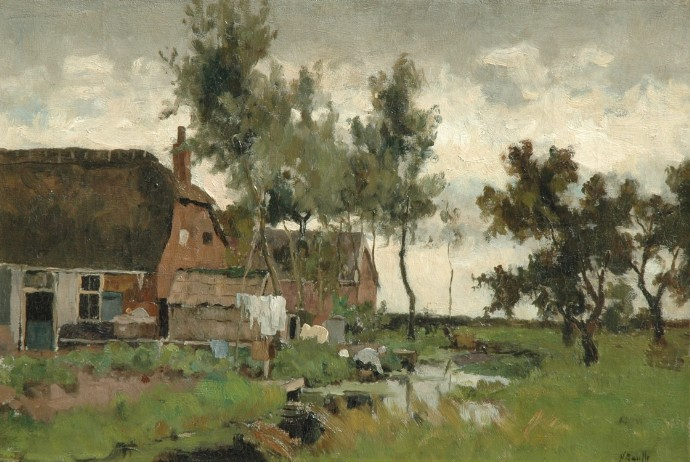
Landschap met wasvrouw aan een poldervaart
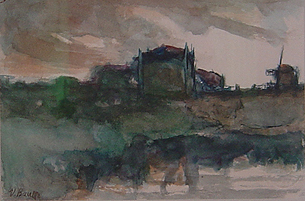
Polderlandschap met hooiberg en molen
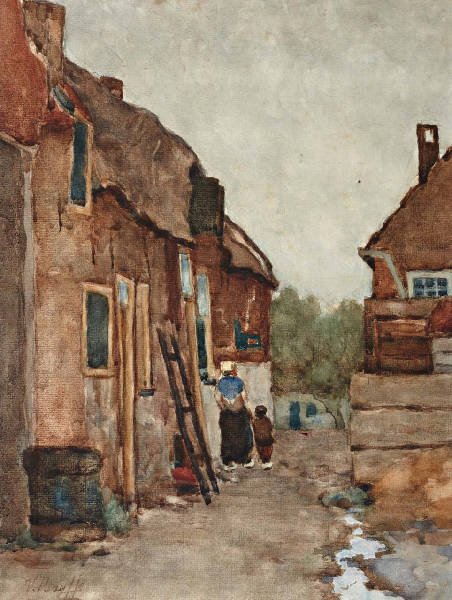
Dorpsstraatje
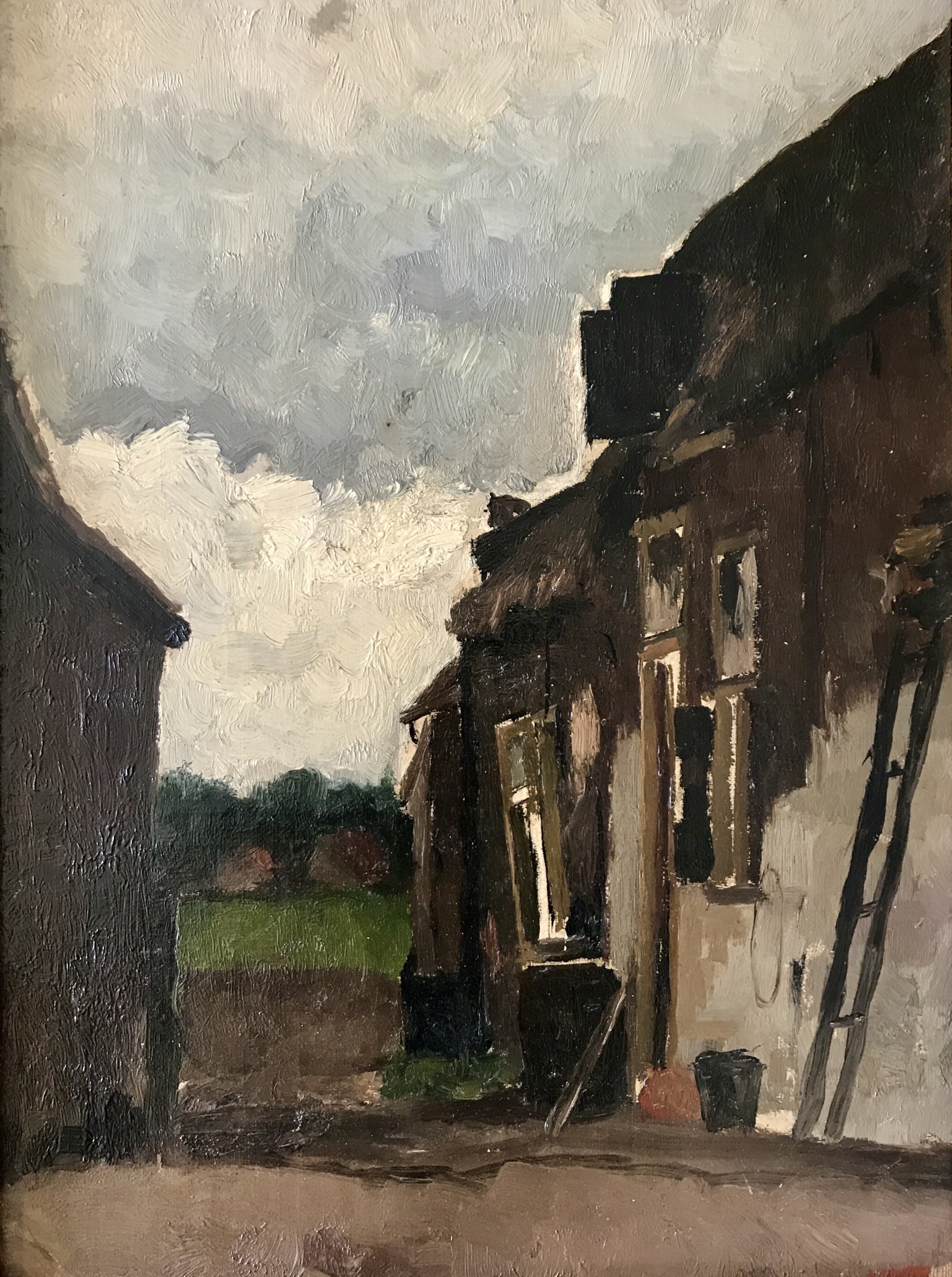
Dorpsstraatje (uit andere hoek)
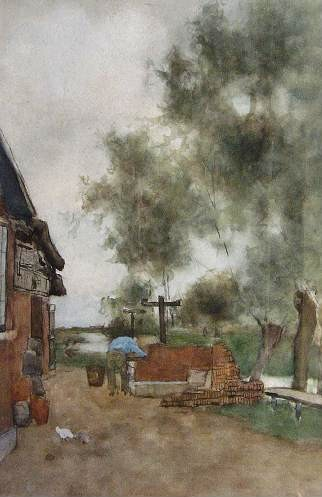
Metselaar op een boerenerf, Kortenhoef
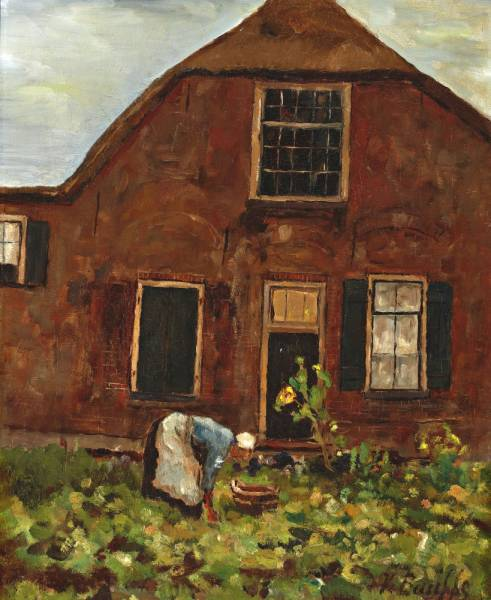
In de slatuin
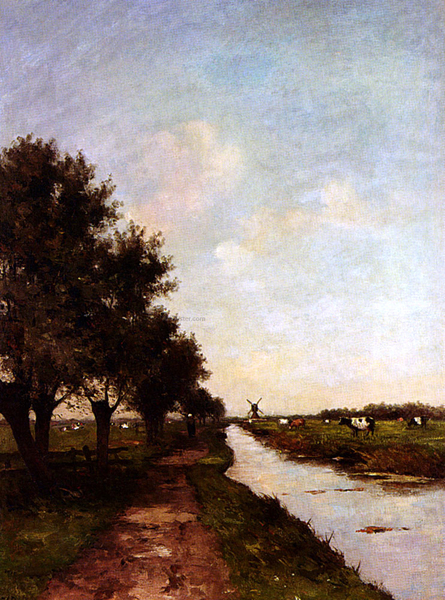
Grazende koeien
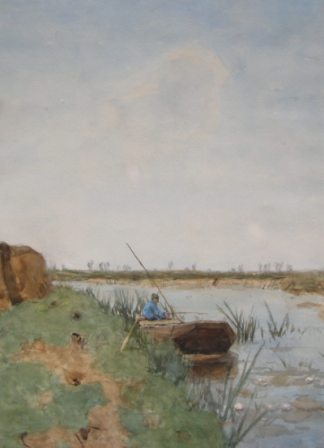
Visser bij Nieuwkoop
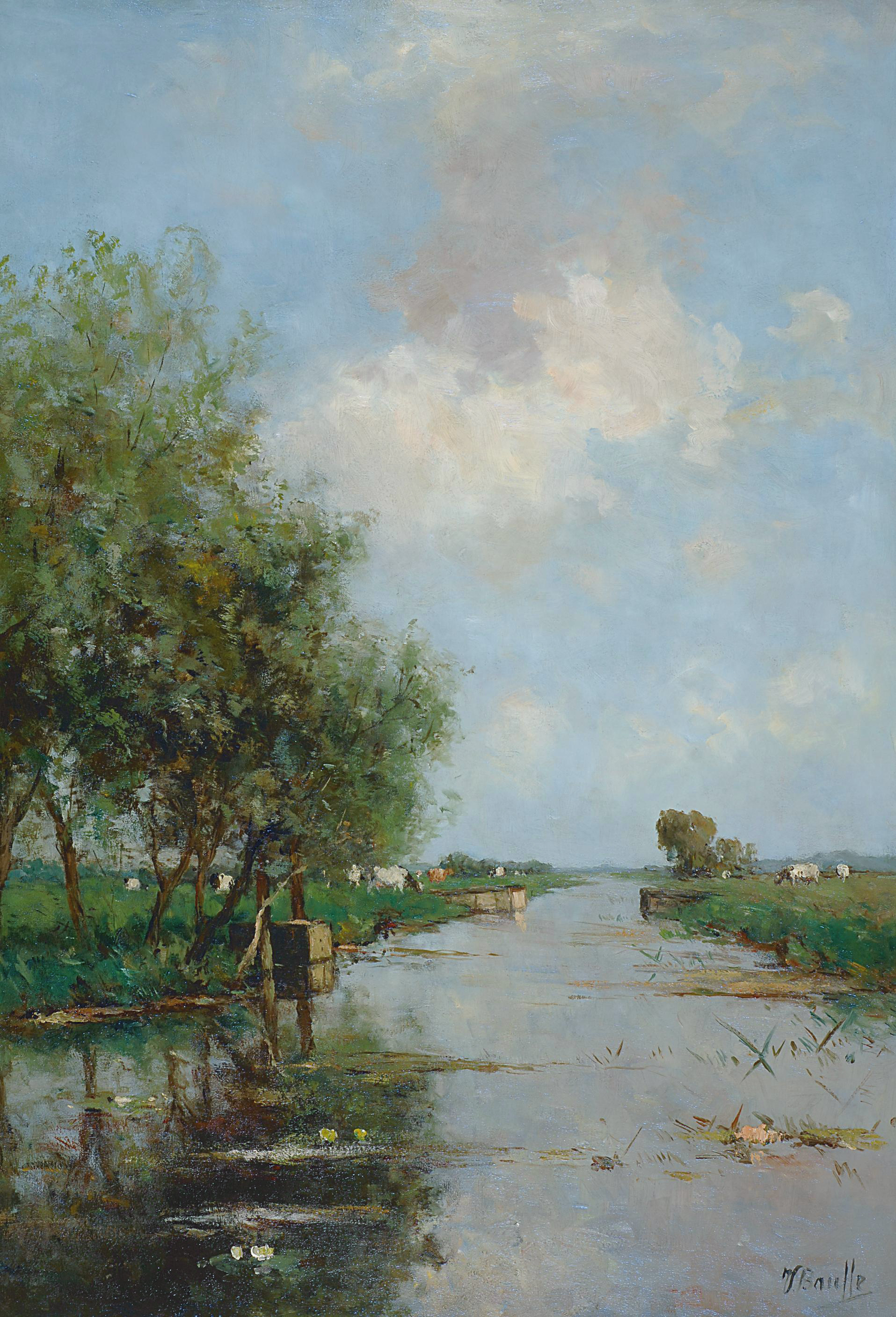
Koeien in een zomers polderlandschap